# Seibu Kaihatsu
La Seibu Kaihatsu, inizialmente chiamata Seibu Denshi e spesso abbreviata in Seibu, è stata una software house giapponese specializzata nella produzione di videogiochi arcade.

## Storia
Fondata nel 1982, iniziò la sua attività nel 1983 con il gioco fantascientifico Stinger, videogioco fortemente ispirato a Zaxxon della SEGA.
Negli anni ottanta sfornò una serie di giochi di discreto valore (alcuni di questi sotto licenza dalla Taito) tra i quali spicca Dynamite Duke del 1989, celebre anche per i porting su console SEGA.
Ma fu l'anno dopo, il 1990, che la Seibu Kaihatsu venne consacrata dal proprio gioco più celebre, quel Raiden che successivamente darà alla luce altri sette videogiochi tra sequel e spin-off, diventando così uno dei migliori sparatutto arcade.
La Seibu riuscì ad affermarsi anche nel campo dei videogiochi di calcio con il titolo Seibu Cup Soccer del 1991, molto gettonato in Europa almeno fino alla metà degli anni novanta.

## Videogiochi
1983
- Stinger

1984
- Kung-Fu Taikun
- Scion

1985
- Knuckle Joe (licenza Taito)
- Shot Rider
- Wiz

1986
- Empire City: 1931 (licenza Taito)
- Panic Road
- Street Fight

1987
- Air Raid (licenza Taito)
- Cross Shooter
- The Lost Castle in Darkmist (licenza Taito)
- Mustache Boy (licenza March)

1988
- Dead Angle / Gang Hunter / Lead Angle

1989
- Dynamite Duke / The Double Dynamites (licenza Fabtek)

1990
- Raiden

1991
- Good E Jong -Kachinuki Mahjong Syoukin Oh!!
- Tottemo E Jong

1992
- Seibu Cup Soccer

1993
- Raiden II
- Zero Team

1994
- Raiden DX

1995
- Senkyu / Battle Balls
- Viper Phase 1

1996
- E-Jan High School
- Raiden Fighters (licenza Fabtek)

1997
- Raiden Fighters 2 (licenza Tuning/Fabtek)

1998
- Raiden Fighters Jet (licenza Tuning/Fabtek)

1999
- E-Jan Sakurasou

2004
- Fever Soccer

2005
- Raiden III (sviluppato da MOSS sotto licenza)